# Mitsuru Chiyotanda
Mitsuru Chiyotanda (jap. 千代反田 充 Chiyotanda Mitsuru; ur. 1 czerwca 1980) – japoński piłkarz występujący na pozycji obrońcy.

## Kariera klubowa
Od 2003 do 2014 roku występował w klubach Avispa Fukuoka, Albirex Niigata, Nagoya Grampus, Júbilo Iwata i Tokushima Vortis.